# Liste der Biografien/Arp
Liste der Biografien |
Portal Biografien |
Personensuche
# |
A |
B |
C |
D |
E |
F |
G |
H |
I |
J |
K |
L |
M |
N |
O |
P |
Q |
R |
S |
T |
U |
V |
W |
X |
Y |
Z |
?
 
Aa |
Ab |
Ac |
Ad |
Ae |
Af |
Ag |
Ah |
Ai |
Aj |
Ak |
Al |
Am |
An |
Ao |
Ap |
Aq |
Ar |
As |
At |
Au |
Av |
Aw |
Ax |
Ay |
Az
 
Ara |
Arb |
Arc |
Ard |
Are |
Arf |
Arg |
Arh |
Ari |
Arj |
Ark |
Arl |
Arm |
Arn |
Aro |
Arp |
Arq |
Arr |
Ars |
Art |
Aru |
Arv |
Arw |
Arx |
Ary |
Arz
Die Liste der Biografien führt alle Personen auf, die in der deutschsprachigen Wikipedia einen Artikel haben. Dieses ist eine Teilliste mit 51 Einträgen von Personen, deren Namen mit den Buchstaben „Arp“ beginnt.

## Arp
- Arp, Carl (1867–1913), deutscher Landschaftsmaler
- Arp, Christiane (* 1961), deutsche Journalistin
- Arp, Erich (1909–1999), deutscher Politiker (SPD), MdL und Minister in Schleswig-Holstein, MdHB
- Arp, Fiete (* 2000), deutscher FußballspielerFiete Arp (* 2000)

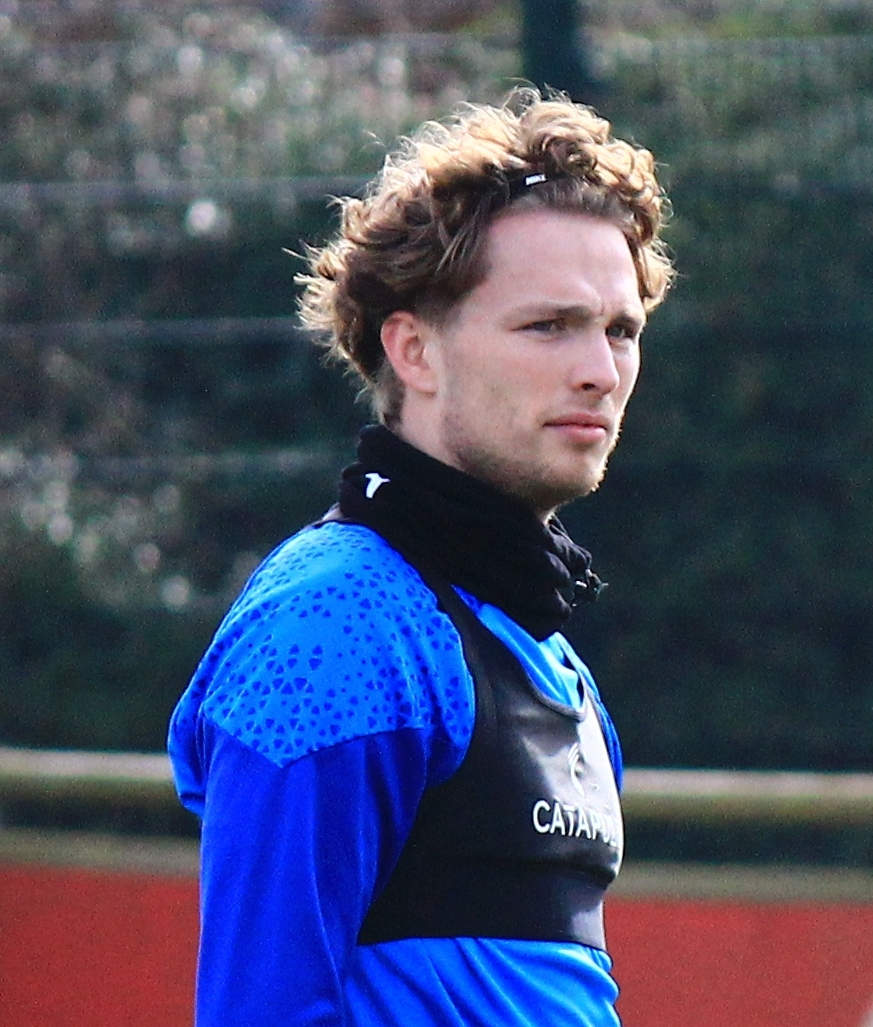
Fiete Arp (* 2000)

- Arp, Halton (1927–2013), US-amerikanischer Astronom
- Arp, Hans (1886–1966), deutsch-französischer Maler, Grafiker, Bildhauer und Lyriker
- Arp, Hans Peter (* 1976), kanadisch-deutscher Umweltchemiker und Professor
- Arp, Hans-Jörn (* 1952), deutscher Politiker (CDU), MdL
- Arp, Jochen (1944–2023), deutscher Jazzmusiker (Saxophone, Arrangement, Bigband-Leitung)
- Arp, Julius (1858–1945), deutscher Kaufmann und Großindustrieller in Brasilien
- Arp, Klaus (1950–2016), deutscher Dirigent und Komponist
- Arp, Philip (1929–1987), deutscher Schauspieler, Kabarettist, Autor und Theater-Regisseur

### Arpa
- Arpa Ke'un († 1336), mongolischer Ilchan
- Arpa, Claudia (* 1967), österreichische Politikerin (SPÖ)
- Arpacı, Ömür (* 1982), türkischer Schauspieler
- Arpacıoğlu, Osman (1947–2021), türkischer Fußballspieler
- Árpád, Begründer der Árpáden-Dynastie
- Arpagaus, Johann Bartholome (1810–1882), Schweizer Politiker und Arzt
- Arpaillange, Pierre (1924–2017), französischer Jurist, Politiker und Autor
- Arpaio, Joe (* 1932), US-amerikanischer SheriffJoe Arpaio (* 1932)

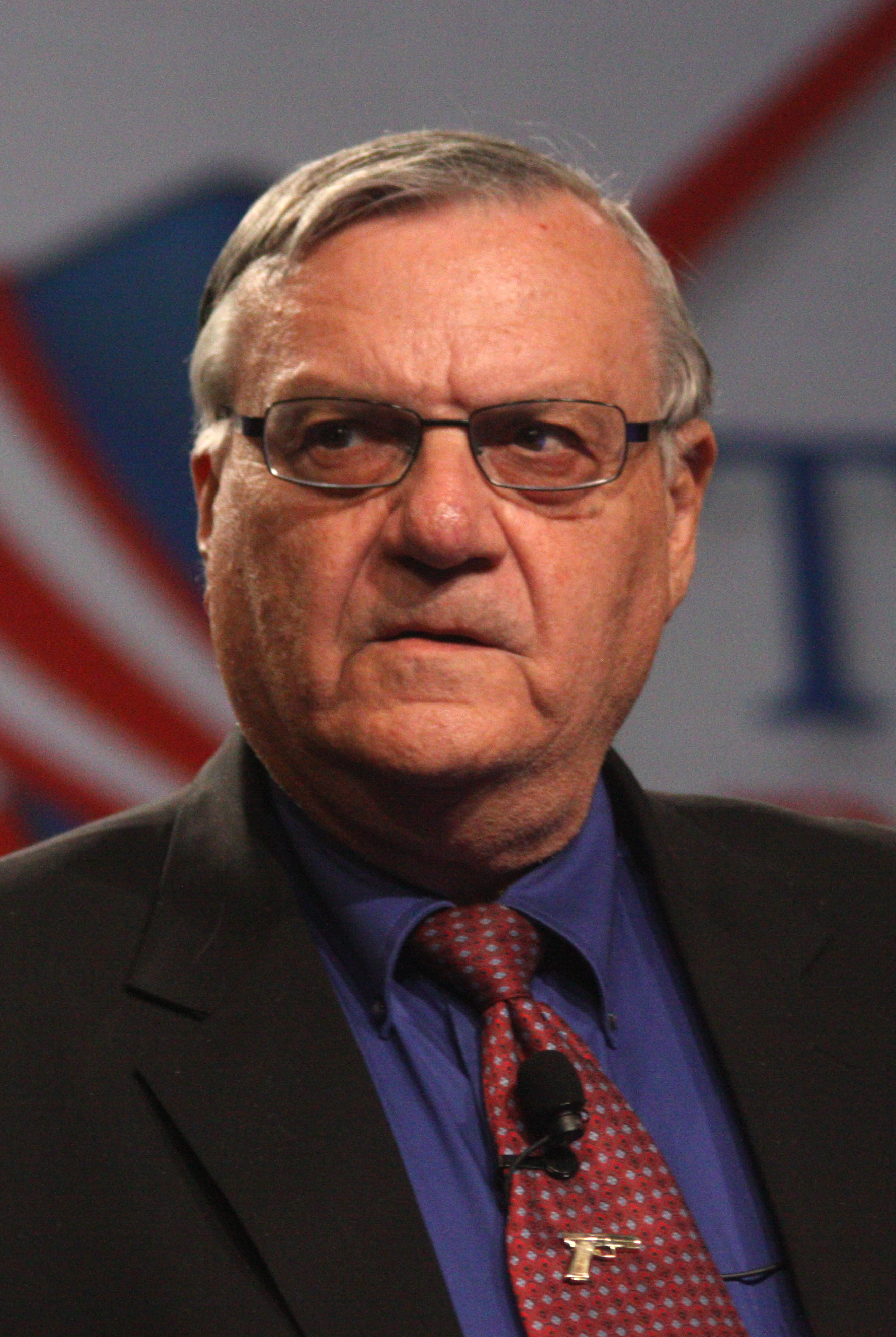
Joe Arpaio (* 1932)

- Arpajian, Scott (* 1973), amerikanischer Technologie-Manager, Unternehmer und Autor
- Arpajon, Anne d’ (1729–1794), Première dame d’honneur der französischen Königinnen Maria Leszczyńska und Marie Antoinette
- Arpajon, Louis d’ († 1679), französischer General
- Arpáš, Ján (1917–1976), slowakischer Fußballspieler
- Arpaschi, Alexander (* 1970), deutscher Politiker (AfD), Bundestagsabgeordneter
- Arpaz, Selin (* 1999), deutsche Politikerin (SPD), MdBB

### Arpe
- Arpe, Curt (1913–1942), deutscher Altphilologe und Philosoph
- Arpe, Hans-Jürgen (1933–2018), deutscher Chemiker, Hochschullehrer und Fachbuchautor
- Arpe, Holger, deutscher Basketballspieler
- Arpe, Johannes (1897–1962), deutscher Schauspieler, Regisseur und Theaterintendant
- Arpe, Peter Friedrich (1682–1740), Jurist und Verfasser zahlreicher juristischer und historischer Werke
- Arper, Gertrud (1894–1968), deutsch-niederländische Designerin

### Arpi
- Arpiarian, Avedis (1856–1937), Patriarch von Kilikien der Armenisch-katholischen Kirche
- Arpin, Jacky, französischer Skispringer
- Arpin, John (1936–2007), kanadischer Komponist, Pianist, Musiker, Arrangeur und Entertainer
- Arpin, Marie Luc (* 1978), kanadische Wasserballspielerin
- Arpin, Michel (1935–2015), französischer Skirennläufer
- Arpin, Paul (* 1960), französischer Langstreckenläufer
- Arpinati, Leandro (1892–1945), italienischer Politiker und Sportfunktionär
- Arpini, Marta (* 1994), italienische Jazzmusikerin (Gesang, Komposition)
- Arpino, Giovanni (1927–1987), italienischer Autor und Journalist
- Arpino, Mario (* 1937), italienischer Militär, Generalstabschef der italienischen Streitkräfte

### Arpk
- Arpke, Otto (1886–1943), deutscher Maler, Illustrator und Gebrauchsgraphiker

### Arpo
- Arpón, María Elena (* 1948), spanische Schauspielerin

### Arpp
- Arppe, Adolf Edvard (1818–1894), finnischer Chemiker (Organische Chemie, Mineralogie) und Senator
- Arppe, Holger (* 1973), deutscher Politiker (AfD)Holger Arppe (* 1973)

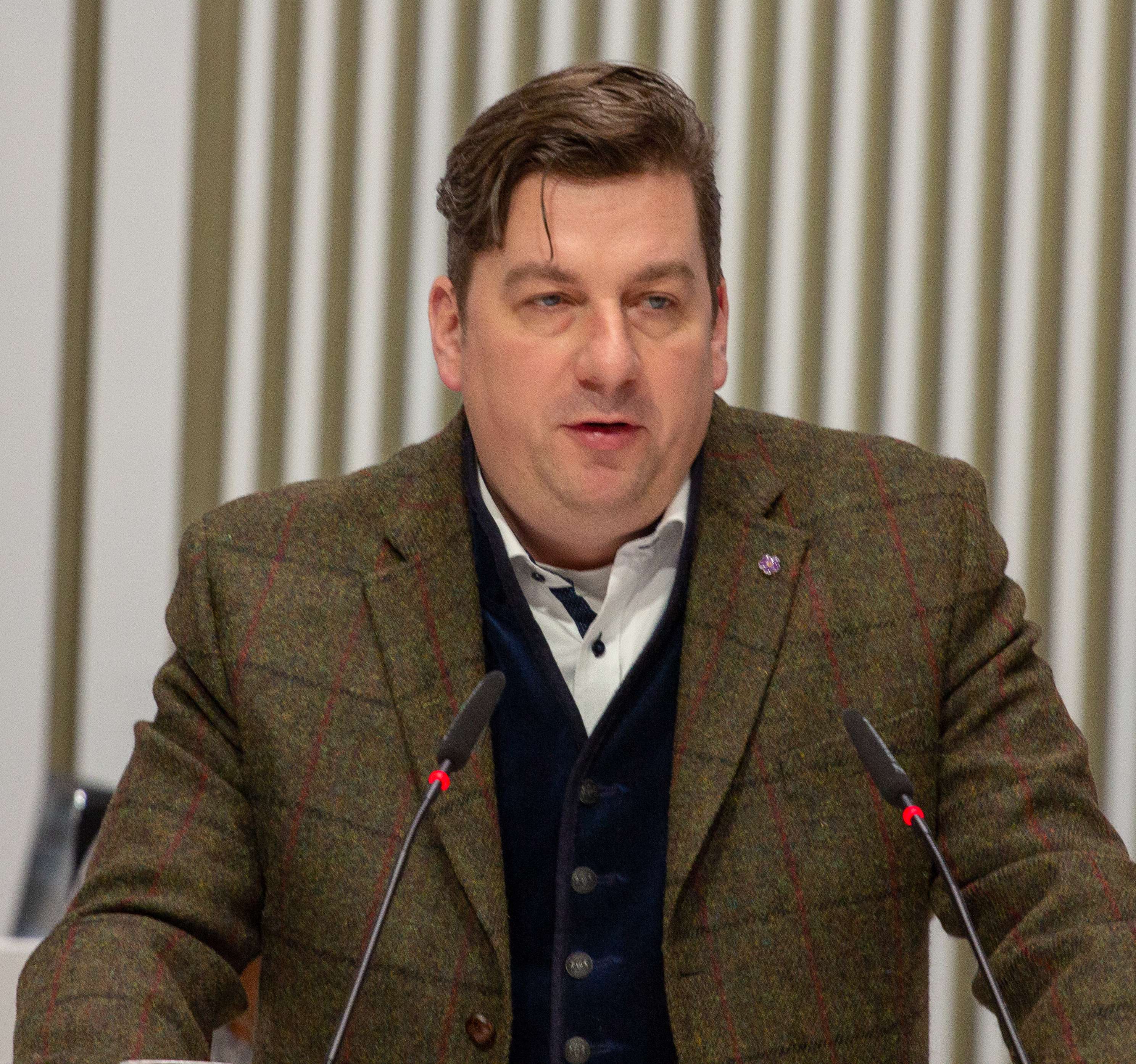
Holger Arppe (* 1973)

### Arps
- Arps, Ludwig (1907–1974), deutscher Wissenschaftler und Autor
- Arps, Theodor (1884–1947), deutscher Vizeadmiral im Zweiten Weltkrieg
- Arps, Wolfgang (1926–2001), deutscher Schauspieler
- Arps-Aubert, Rudolf von (1894–1946), deutscher Kunsthistoriker und Museumsdirektor
- Arpshofen, Woldemar von (1832–1890), russischer Generalleutnant